# Liste des fleuves de la péninsule Ibérique
La plupart des fleuves de la péninsule Ibérique sont communs à l'Espagne et au Portugal sauf :

## Uniquement au Portugal
- Mira
- Le Mondego
- Le Sado
- Lis

donc

## Fleuves communs
- Minho ou Miño
- Lima

- le Douro
  - Tâmega
  - Tua
  - Sabor
  - Côa

- - Pisuerga (rivière)
    - Arlanzón
      - Arlanza

    - Esgueva
    - Carrión
    - Valdavia

  - Tormes

- le Tage ou Tejo

| Principaux affluents et sous-affluents | Principaux affluents et sous-affluents | Principaux affluents et sous-affluents | Situation de leur confluence | Situation de leur confluence | Situation de leur confluence | Situation de leur confluence |
| sous-affluents                         | longueur                               | Rive de confluence                     | confluent                    | Altitude                     | Lieu                         | Coordonnées                  |
| -------------------------------------- | -------------------------------------- | -------------------------------------- | ---------------------------- | ---------------------------- | ---------------------------- | ---------------------------- |
| Alagón                                 | 205 km                                 | Droite                                 | Tage                         | 202 m                        | Alcántara                    | 39° 44′ 28″ N, 6° 52′ 33″ O  |
| Jerte                                  | 70 km                                  |                                        | Alagón                       | 300 m                        |                              | 39° 57′ 50″ N, 6° 17′ 13″ O  |
| Alberche                               | 177 km                                 | Droite                                 | Tage                         | 370 m                        | Talavera de la Reina         | 39° 57′ 48″ N, 4° 46′ 14″ O  |
| Cofio                                  | 56 km                                  |                                        | Alberche                     | 570 m                        |                              | 40° 22′ 56″ N, 4° 19′ 08″ O  |
| Algodor                                | 102 km                                 | Gauche                                 | Tage                         | 461 m                        | Tolède                       | 39° 54′ 32″ N, 3° 52′ 40″ O  |
| Almonte                                | 97 km                                  | Gauche                                 | Tage                         | 202 m                        | Garrovillas de Alconétar     | 39° 43′ 14″ N, 6° 28′ 05″ O  |
| Gallo                                  | 90 km                                  |                                        | Tage                         | 430 m                        | Albarreal de Tajo            | 39° 52′ 55″ N, 4° 10′ 09″ O  |
| Guadarrama                             | 131 km                                 | Droite                                 | Tage                         | 430 m                        | Albarreal de Tajo            | 39° 52′ 55″ N, 4° 10′ 09″ O  |
| Guadiela                               | 115 km                                 | Gauche                                 | Tage                         | 645 m                        | Buendía                      | 40° 21′ 45″ N, 2° 48′ 58″ O  |
| Escabas                                | 60 km                                  |                                        | Guadiela                     |                              |                              | 40° 28′ 24″ N, 2° 23′ 09″ E  |
| Ibor                                   | 60 km                                  | Gauche                                 | Tage                         | 299 m                        | Bohonal de Ibor              | 39° 48′ 42″ N, 5° 33′ 06″ O  |
| Jarama                                 | 190 km                                 | Droite                                 | Tage                         | 482 m                        | Aranjuez                     | 40° 01′ 51″ N, 3° 38′ 59″ O  |
| Manzanares                             | 92 km                                  | droite                                 | Jarama                       |                              |                              | 40° 18′ 13″ N, 3° 32′ 22″ O  |
| Lozoya                                 | 91 km                                  | droite                                 | Jarama                       |                              |                              | 40° 52′ 25″ N, 3° 37′ 18″ O  |
| Henares                                | 158 km                                 | gauche                                 | Jarama                       |                              |                              | 40° 24′ 17″ N, 3° 30′ 04″ O  |
| Badiel                                 | 36 km                                  |                                        | Henares                      |                              |                              | 40° 46′ 35″ N, 3° 08′ 05″ O  |
| Bornova                                | 47 km                                  | droite                                 | Henares                      |                              |                              | 41° 12′ 45″ N, 3° 06′ 35″ O  |
| Cañamares                              | 45 km                                  | droite                                 | Henares                      |                              |                              | 40° 57′ 10″ N, 2° 56′ 01″ O  |
| Dulce                                  | 36 km                                  | droite                                 | Henares                      |                              |                              | 40° 57′ 28″ N, 2° 49′ 47″ O  |
| Salado                                 | 44 km                                  | droite                                 | Henares                      |                              |                              | 41° 00′ 17″ N, 2° 47′ 05″ O  |
| Sorbe                                  | 72 km                                  | droite                                 | Henares                      |                              |                              | 40° 51′ 02″ N, 3° 07′ 45″ O  |
| Torote                                 | 44 km                                  |                                        | Henares                      |                              |                              | 40° 27′ 54″ N, 3° 25′ 01″ O  |
| Tajuña                                 | 225 km                                 | gauche                                 | Jarama                       |                              |                              | 40° 07′ 43″ N, 3° 34′ 57″ O  |
| Salor                                  | 120 km                                 | Gauche                                 | Tage                         | 123 m                        | Membrío                      | 39° 39′ 28″ N, 7° 03′ 54″ O  |
| Sorraia                                | 60 km                                  |                                        | Tage                         |                              |                              | 38° 50′ N, 8° 58′ O          |
| Tiétar                                 | 149 km                                 | Droite                                 | Tage                         | 205 m                        | Serradilla                   | 39° 50′ 18″ N, 6° 01′ 22″ O  |
| Zêzere                                 | 242 km                                 | Droite                                 | Tage                         | 14 m                         | Constância                   | 39° 28′ 24″ N, 8° 20′ 18″ O  |

- Guadiana

## Fleuves espagnols
- l'Èbre
  - Alhama
  - Aragon
    - Arga
    - Irati

  - Cidacos
  - Daroca
  - Ega
  - Gállego
  - Guadalope
  - Iregua
  - Jalón
  - Leza
  - Matarraña
  - Najerilla
  - Oca
  - Queiles
  - Sègre
    - Vanéra
    - Carol
    - Angoustrine
    - Cinca
      - Ara
      - Ésera
        - Arazas

      - Vero

    - Noguera Pallaresa
    - Noguera Ribagorzana
    - Valira
    - Vanéra

  - Tirón
  - Zadorra

- Ter
- Llobregat

- le Guadalquivir
  - Genil
    - Beiro
    - Cubillas
    - Darro
    - Velillos
    - Guarnón

  - Río Cañamares
  - Guadalimar
    - Dañador

  - Jándula
  - Guadiana Menor
    - Castril
    - Guadalentin
    - Guardal

  - Guadajoz
  - Guadaíra
  - Guadalén
  - Guadiamar

- Belcaire
- Besòs
- Chíllar

- Deba
- Eo
- Guadalfeo
- Guadalhorce

- Júcar
  - Huécar

- Nervion
  - Ibaizábal

- Oria
  - Leizaran
- Palancia
- Segura

- Serpis
- Turia
- Urumea